# Regionální produkt Jizerské hory
Regionální produkt Jizerské hory je označení, udělované od roku 2010, dokládající, že daný výrobek pochází z Jizerských hor nebo jejich blízkého okolí a že vznikl často z místních surovin a při jeho výrobě se využila velkou měrou ruční práce bez ničivých dopadů na místní životní prostředí. Tvůrcem a správcem označení je místní akční skupina (MAS) mikroregionu Frýdlantsko. Certifikát se uděluje vždy na dobu dvou let a v prvním roce jej získalo 31 výrobců, o rok později dalších patnáct. V roce 2012 přibylo 36 výrobců.